# 200.000 đồng (tiền Việt)
200.000 đồng (tiền Việt Nam) là đồng tiền có mệnh giá cao nhì hiện nay tại Việt Nam. Cùng với đồng tiền 10.000 đồng, đồng tiền này là đồng tiền polymer hiện đang lưu hành phát hành muộn nhất, vào ngày 30 tháng 8 năm 2006.

Mặt trước tờ 200.000 đồng

## Thông tin
| Mệnh giá | Kích thước  | Màu chủ đạo | Miêu tả     | Miêu tả                           | Miêu tả   | Phát hành |
| Mệnh giá | Kích thước  | Màu chủ đạo | Mặt trước   | Mặt sau                           | Loại giấy | Phát hành |
| -------- | ----------- | ----------- | ----------- | --------------------------------- | --------- | --------- |
| 200000 ₫ | 148 × 65 mm | Đỏ nâu      | Hồ Chí Minh | Hòn Đỉnh Hương thuộc vịnh Hạ Long | Polymer   | 2006      |